# Desantowanie
Desantowanie – działanie wojsk obejmujące załadowanie wydzielonych sił i środków na określone rodzaje transportu (morskiego, powietrznego), przewóz (przelot) do nakazanego rejonu, przygotowanie i zabezpieczenie lądowania desantu w celu wykonania zadania. 
Desantowanie zabezpieczane jest przede wszystkim działaniem lotnictwa, marynarki wojennej oraz wojsk rakietowych i artylerii.  Wyznaczone do zabezpieczenia oddziały (pododdziały) osłaniają z powietrza załadowanie jednostek wojsk lądowych na środki desantowe, ich przelot (przewóz) do rejonu lądowania oraz wysadzenie w wyznaczonym rejonie. Zwalczają też ogniowo nieprzyjaciela w rejonie desantowania, a także wspierają walkę desantu po wylądowaniu.